# Margareta Lindström
Lovisa Matilda Margareta Lindström, född af Burén den 13 maj 1899 i Ekeby församling, Östergötlands län, död 18 oktober 1992 i Saltsjöbadens församling, var en svensk mode- och sömnadskonsulent samt författare. Hon var mor till Madeleine Uggla och mormor till Magnus Uggla.

## Biografi
Margareta Lindström föddes på Boxholms säteri i Östergötland och gick åttaklassig flickskola. Utbildad inom modebranschen med praktik i Paris och New York blev hon mode- och sömnadskonsulent och tjänstgjorde som lärare vid Brevskolan. Margareta Lindström gav ut böcker om sömnad, böcker som gavs ut i flera upplagor och var även skribent i tidskriften Hertha. Senare i livet gav hon ut två memoarböcker, som dokumenterar svenskt herrgårdsliv.
Hon var dotter till brukspatron Ivar af Burén, godsägare, och grevinnan Matta Mörner (af Morlanda). Hon flyttade 1920 till Hedvig Eleonora församling i Stockholm. Åren 1919–1926 var hon gift med Olof Thiel (1892–1978) och från 1928 med kanslirådet Karl Lindström (1891–1974). Makarna Lindström är begravda på Skogsö kyrkogård.